# Хихикающий доктор
«Хихикающий доктор» (англ. Dr. Giggles) — американский слэшер 1992 года. Кассовые сборы фильма составили $8 403 433.
Одновременно с фильмом ограниченным тиражом был выпущен комикс c аналогичным сюжетом от Dark Horse Comics. Также были выпущены два альбома с саундтреками к фильму.

## Сюжет
В тихом микрорайоне вымышленного города Мурхай, жил терапевт доктор Ренделл, чьи пациенты постоянно исчезали. Проведя расследование, горожане установили, что доктор убивал пациентов и вырезал их сердца в бесконечных попытках спасти свою больную жену от гибели в связи с заболеванием сердца. Горожане наказали доктора Ренделла, но так и не смогли найти его сына, в итоге решив что он покинул город.

## Критика
Согласно агрегатору обзоров Rotten Tomatoes рейтинг одобрения составляет 18 % на основе 28 обзоров со средним рейтингом 3,4 из 10. Консенсус гласит: «Безумное выступление Ларри Дрейка в роли титулованного доктора — это почти все, что отличает „Хихикающего доктора“ от его собратьев-слэшеров». Лоуренс Кон из Variety дал фильму отрицательную рецензию, назвав его «крайне неровным фильмом ужасов», отметив, что «больше внимания к сценарию и меньше дешевых шуток могли бы привести к созданию жизнеспособного нового параноидального мифа о параноидальных ужасах».